# Landesregierung Ludwig I
Die Landesregierung Ludwig I bildete die Niederösterreichische Landesregierung während der zweiten Hälfte der XI. Gesetzgebungsperiode von der Angelobung Siegfried Ludwigs zum Landeshauptmann am 22. Jänner 1981 bis zum Ende der Gesetzgebungsperiode am 4. November 1983. Sie Regierung Ludwig I folgte der Landesregierung Maurer IV nach, die bis zum Rücktritt des Landeshauptmanns Andreas Maurer dauerte. Als neuer Landeshauptmann wurde der bisherige Landeshauptmannstellvertreter Siegfried Ludwig gewählt, Landesrat Erwin Pröll rückte als neuer Landeshauptmannstellvertreter und Finanzlandesrat nach. Für Erwin Pröll rückte Franz Blochberger als neuer Agrarlandesrat in die Regierung auf. Ursprünglich stellte die Österreichische Volkspartei (ÖVP) nach der Landtagswahl vom 25. März 1979 vier Regierungsmitglieder, die Sozialdemokratische Partei Österreichs (SPÖ) stellte drei Regierungsmitglieder. Nach der am 19. März 1981 beschlossenen Erweiterung der Landesregierung von sieben auf neun Mitglieder übernahmen am 9. April 1981 Liese Prokop (ÖVP) und Traude Votruba (SPÖ) die neu zu vergebenden Regierungssitze.

## Regierungsmitglieder
| Amt                           | Name              | Partei | Ressorts       |
| ----------------------------- | ----------------- | ------ | -------------- |
| Landeshauptmann               | Siegfried Ludwig  | ÖVP    |                |
| Landeshauptmannstellvertreter | Erwin Pröll       | ÖVP    | Finanzen       |
| Landeshauptmannstellvertreter | Leopold Grünzweig | SPÖ    |                |
| Landesrat                     | Franz Blochberger | ÖVP    | Landwirtschaft |
| Landesrätin ab 9. April 1981  | Liese Prokop      | ÖVP    |                |
| Landesrat                     | Erwin Schauer     | ÖVP    |                |
| Landesrat                     | Ernest Brezovszky | SPÖ    |                |
| Landesrat                     | Ernst Höger       | SPÖ    |                |
| Landesrätin ab 9. April 1981  | Traude Votruba    | SPÖ    |                |